# Granadilla (ort i Costa Rica)
Granadilla är en ort i Costa Rica.   Den ligger i provinsen San José, i den centrala delen av landet, 7 km öster om huvudstaden San José. Granadilla ligger 1 326 meter över havet och antalet invånare är 12 683.
Terrängen runt Granadilla är kuperad österut, men västerut är den platt. Terrängen runt Granadilla sluttar västerut. Runt Granadilla är det tätbefolkat, med 427 invånare per kvadratkilometer. Närmaste större samhälle är San José, 7,3 km väster om Granadilla. I omgivningarna runt Granadilla växer i huvudsak städsegrön lövskog.